# Kadov (kraj Wysoczyna)
Kadov – miejscowość i gmina (obec) w Czechach, w kraju Wysoczyna, w powiecie Zdziar nad Sazawą. W 2022 roku liczyła 164 mieszkańców.